# Norra Härene
Norra Härene är kyrkbyn i Norra Härene socken och en småort i Lidköpings kommun i Västergötland.
I Norra Härene återfinns Norra Härene kyrka och orten ligger knappt en mil söder om Lidköping.
I orten finns även fotbollsklubben Norra Härene BK.